# Resende (freguesia)
Resende és una freguesia portuguesa, inclosa dins del concelho de Resende, amb 11,99 km² de superfície i 2.873 habitants (2001). La seva densitat de població és de 239,6 hab/km².

## Patrimoni
- Necròpolis de la Quinta das Trapas